# Tancanhuitz de Santos
Tancanhuitz de Santos é um município do estado de San Luis Potosí, no México.